# Université d'éducation physique de Kanoya
L'Université d'éducation physique de Kanoyo (鹿屋体育大学, Kanoya Taiiku Daigaku, couramment abrégée en Kanoya TaiDai, 鹿屋体大) est une université nationale japonaise, située à Kanoya dans la préfecture de Kagoshima.

## Histoire
L'université est créée en 1981. En 1988, la faculté de cycles supérieur ouvre. En 2004, l'université accède au statut d'université nationale à la suite d'une nouvelle loi sur l'enseignement supérieur.

## Composantes
L'université est structurée en faculté de 1er cycle (学部, gakubu), qui a la charge des étudiants de 1er cycle universitaire, et en faculté de cycles supérieurs (研究科, kenkyūka), qui a la charge des étudiants de 2e et 3e cycle universitaire.

### Facultés de1ercycle
L'université compte 1 faculté de 1er cycle (学部, gakubu).
- Faculté d'éducation physique

### Facultés de cycles supérieur
L'université compte 1 faculté de cycles supérieurs (研究科, kenkyūka).
- Faculté d'éducation physique

## Personnalités liées

### Enseignant
- Nobutaka Taguchi, médaillé d'or en natation aux Jeux Olympiques de Munich en 1972

### Étudiant
- Ai Shibata, médaillée d'or en natation aux Jeux Olympiques d'Athènes en 2004